# Шмидт, Харальд
Харальд Франц Шмидт (нем. Harald Franz Schmidt, 18 августа 1957, Ной-Ульм) — немецкий актёр, кабаретист, телеведущий, журналист и писатель
.
Наибольшую известность получил Шмидт благодаря ночной юмористической программе «Харальд Шмидт Шоу» на канале Sat1, которую он вёл с 1995 по 2003 г. 
С 23 декабря 2004 до 2007 Шмидт вел похожее шоу по ARD, иногда совместно с Оливером Похером. Последний эпизод «Харальд Шмидт Шоу» был показан 13 марта 2014 года на Sky (компания) Германия. 